# Tropidophorus robinsoni
Tropidophorus robinsoni — вид сцинкоподібних ящірок родини сцинкових (Scincidae). Мешкає в М'янмі і Таїланді.

## Поширення і екологія
Tropidophorus robinsoni мешкають на крайньому півдні М'янми, в області Танінтаї, а також на півдні Таїланду, в районі перешийку Кра. Вони живуть у вологих рівнинних тропічних лісах, поблизу струмків. Ведуть денний, напівводний спосіб життя. Є яйцеживородними.